# Кампече (залив)
Залив Кампече (шп. Golfo de Campeche) је најјужнија заливска површина акваторије Мексичког залива у Атлантском океану. Са три стране залив је окружен територијама мексичких савезних држава Кампече, Табаско и Веракруз. У административном погледу акваторија залива је део територијалних вода Мексика.
Површина залива је око 16.000 km², а максимална дубина је до 3.286 m. Ширина у северном делу је око 750 km, дужина до 300 km.
Први Европљанин који је открио залив био је шпански конкистадор Франсиско Ернандез де Кордоба 1517. (открио полуострво Јукатан).
У заливу се налази велико нафтно поље Кантарел, које је откривено 1976. године. Услед хаварије на нафтној платформи Ixtoc I 3. јуна 1979. у залив су се излиле велике количине сирове нафте, и била је то у то време трећа највећа еколошка катастрофа изазвана изливом нафте у свету.
Током јуна и јула месеца у заливу се формирају бројни тропски урагани. Залив је познат и као важна рута током миграције птица селица.